# Pitcairnia oaxacana
Espèce
Classification phylogénétique
Pitcairnia oaxacana est une espèce de plantes de la famille des Bromeliaceae, endémique du Mexique.